# اسپارتا (تنسی)
اسپارتا(به انگلیسی: Sparta) شهری در ایالت تنسی کشور ایالات متحده آمریکا است که جمعیت آن در سرشماری سال ۲۰۱۰ میلادی، ۴٬۹۲۵ نفر بوده‌است.